# Салантас
Салантас (устар. Саланта; лит. Salantas) — река в Литве, в пределах Тельшяйского и Клайпедского уездов. Правый приток реки Миния (бассейн Балтийского моря).
Длина — 43 км, площадь бассейна — 275 км². Берёт своё начало около озера Плателяй. Течёт мимо городов Салантай и Кулупенай.
Основные притоки: Бленджява, Дубовка и Натянка.